# Boniface de Castellane (1897-1946)
 (juin 2009).
Si vous disposez d'ouvrages ou d'articles de référence ou si vous connaissez des sites web de qualité traitant du thème abordé ici, merci de compléter l'article en donnant les références utiles à sa vérifiabilité et en les liant à la section « Notes et références ».
Pour les articles homonymes, voir Boniface de Castellane et Castellane (homonymie).
Boniface de Castellane, 5e marquis de Castellane, né le 18 janvier 1897 à Paris 7e et mort le 5 février 1946 à Paris, est un ambassadeur français.

## Biographie

### Jeunesse et études
Marie Louis Jean Jay Georges Paul Ernest Boniface de Castellane-Novejean est le fils aîné de Boniface de Castellane (1867-1932) et d'Anna Gould (1875-1961), il naît le 18 janvier 1897. Il effectue ses études secondaires au lycée Janson-de-Sailly et au collège Stanislas.
Il s'engage pendant la Première Guerre mondiale comme lieutenant et sert dans l'artillerie à partir de 1917.
Après la guerre, il suit les cours de l'École libre des sciences politiques et entre dans la diplomatie.

### Parcours professionnel
Il est d'abord attaché d'ambassade à Berlin en Allemagne auprès de l'ambassadeur Jacquin de Margerie (de 1924-1925) puis secrétaire d'ambassade à Londres en Angleterre (de 1934 à 1938), avant d'être nommé ministre plénipotentiaire à Tanger au Maroc.
Il épouse à Paris, le 6 janvier 1921, Yvonne Patenôtre (1896-1981), fille de l'ambassadeur Jules Patenôtre. De cette union naîtront trois filles : Raymonde (1921-2006), qui épouse en 1952 Robert Bertin, directeur d'une maison d'édition ; Pauline (1923) qui épouse en 1949 le comte Charles de Bartillat, diplomate ; et Élisabeth (1928-1991) qui épouse en 1948 le comte Jean de Caumont La Force.
Il meurt en son domicile, 26 rue Emile Menier à Paris (16e) le 5 février 1946.